# En-men-lu-ana
En-men-lu-ana z Bad-tibiry byl třetím králem předpotopní dynastie Sumeru, kde podle sumerského královského seznamu vládl po 12 sarsů, odpovídajících asi 43 200 let.